# Mavuso Sports Centre
Das Mavuso Sports Centre ist ein multifunktionales Stadion in Manzini, Eswatini. Es dient meist als Austragungsort für Fußballspiele und hat eine Kapazität von 5000 Plätzen.
Das Spielfeld hat Naturrasen und ist von einem Lauffeld mit sechs Bahnen für Leichtathletik-Wettkämpfe ausgestattet. Das Stadion ist Heimatspielstätte des Manzini Sea Birds.